# Oxyopes assamensis
Oxyopes assamensis là một loài nhện trong họ Oxyopidae.
Loài này thuộc chi Oxyopes. Oxyopes assamensis được Benoy Krishna Tikader miêu tả năm 1969.